# Hervé This

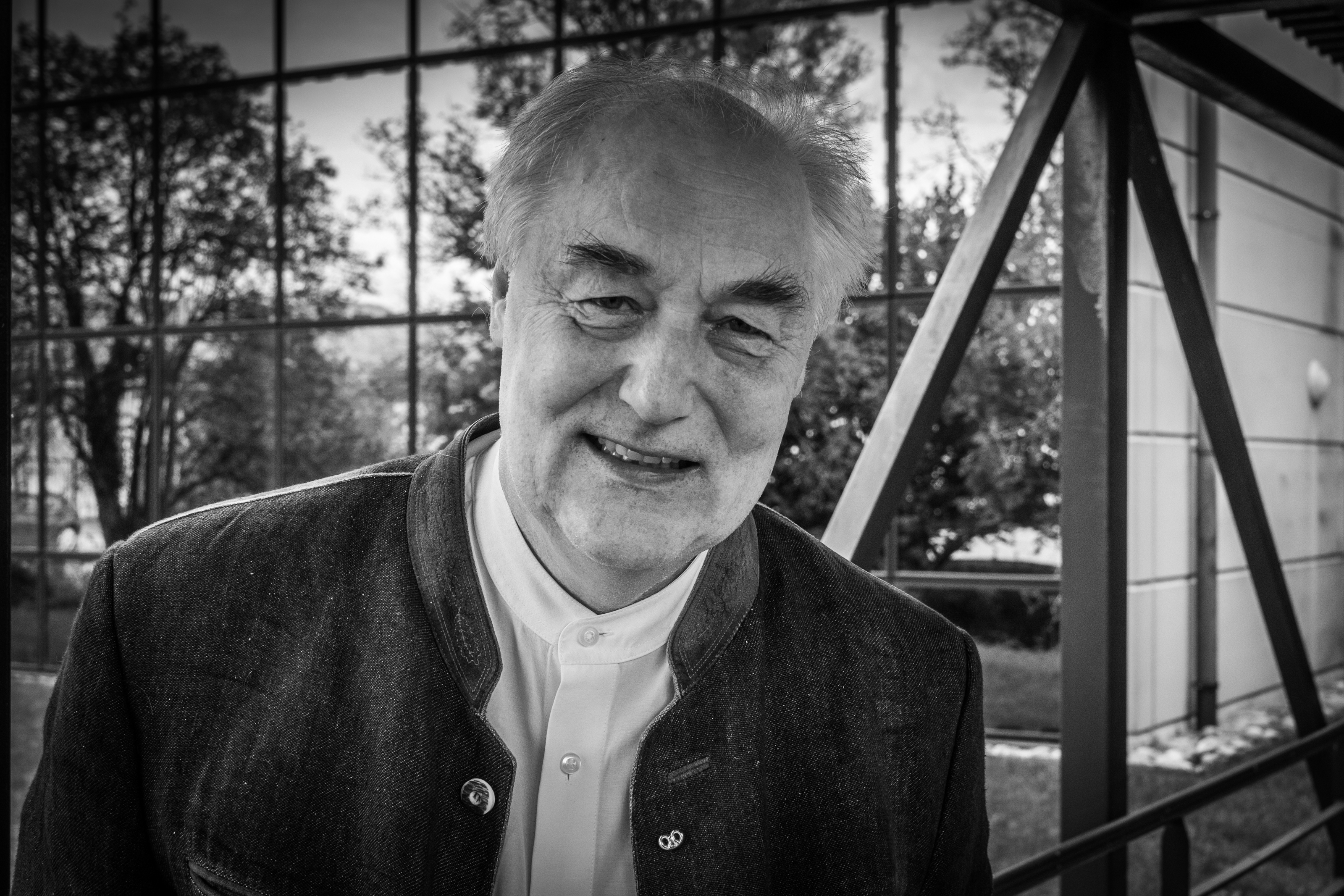
Hervé This (2018)

Hervé This (* 5. Juni 1955 in Suresnes, Département Hauts-de-Seine) ist ein französischer Physiko-Chemiker.

## Leben und Wirken
This forscht über die molekularen Grundlagen, die physikalischen Prozesse und chemischen Reaktionen der Kochkunst und hat dafür, zusammen mit Nicholas Kurti, den Begriff Molekulargastronomie geprägt. Er lieferte die wissenschaftliche Grundlage für Köche wie Ferran Adrià, Heston Blumenthal oder Pierre Gagnaire.
This arbeitet am Collège de France in Paris, lehrt an der „Faculté des sciences et des techniques“ in Tours und ist stellvertretender Chefredakteur der Zeitschrift „Pour la Science“.
Seinen Doppelnamen This-Benckhard verwendet er nur in den deutschen Ausgaben seiner Bücher.

## Schriften (Auswahl)
- Les secrets de la casserole. Éditions Belin, Paris 1993, ISBN 2-7011-1585-X.
- Révélations gastronomiques. Éditions Belin, Paris 1995, ISBN 2-7011-1756-9.
  - deutsche Übersetzung: Rätsel und Geheimnisse der Kochkunst: naturwissenschaftlich erklärt , übersetzt von Ilse Rothfuss und Rainer Zolk, 14., ungekürzte Taschenbuch-Auflage, Piper TB 30421, München / Zürich 2014, ISBN 978-3-492-23458-0 (Inhalt: Rätsel der Kochkunst und Kulinarische Geheimnisse).
- La sagesse du chimiste. l’Œil neuf Éditions, Paris 2009, ISBN 978-2-915543-26-1.
- La cuisine note à note. Éditions Belin, Paris 2012, ISBN 978-2-7011-6419-9.